# 安城合戦
安城合戦（あんじょうかっせん）は、戦国時代に三河国の安城城付近（現在の愛知県安城市東部）で織田氏と松平氏・今川氏が西三河南部の領有を巡って、天文9年（1540年）から天文18年（1549年）までの約10年間に数次にわたって行われた合戦である。
最初の合戦は、織田氏が三河進出を企図したことから発生したものであり、最後の合戦は、今川氏が西三河より織田氏の勢力を駆逐して、代わりに自らの勢力を扶植するため行われた。結果、織田氏は敗北して、三河における織田氏の勢力は著しく減退、尾張と三河の国境付近にある刈谷周辺の一角を保持するのみとなり、織田氏の三河進出は挫折した。一方、今川氏は安城松平領の押領によって勢力基盤確立に成功、一部地区を除く西三河南部地域のほぼすべてが今川領となった。
安城合戦の古戦場周辺には、討死にした者たちを弔った塚が数多くあり、それらの塚は十三塚と総称され、具体的には東条塚・千人塚・堀平十郎塚・大道塚・鏡塚・玄塚・古見塚・姫塚・恋塚・貴人塚・金蔵塚・富士塚・大胴塚の計13の塚である。

## 背景
三河を統一し、その名を近隣諸国に轟かせた安城松平氏３代当主松平清康は、天文4年（1535年）にその勢いに乗って尾張に侵攻して守山城を攻めるも、攻撃の最中に陣中にて家臣に討たれて死去する（森山崩れ）。
あまりに突然の死であったために家中は動揺し、三河の国衆は相次いで安城松平氏から離反した。また一門衆の松平信定（桜井松平家当主、広忠の大叔父）が清康の嫡子松平広忠を本城である岡崎城から追放して実権を握り、広忠は吉良持広を頼った。持広は今川義元と広忠の仲をとりなし、義元の圧力を受けた信定が岡崎城を退去したことで、広忠は再入城を果たす（なお、信定はその後許される）。このとき械（合歓木）松平家の松平信孝（叔父）は広忠の岡崎帰還を支援したとされ、信孝は広忠の後見役となった（信孝と弟の康孝は、織田勢が森山崩れの混乱に乗じ岡崎を攻めたことで発生した、井田野の戦いにて活躍するなど、岡崎城防衛にも功があった）。
しかし、清康の死と一門衆の分裂で安城松平氏は急速に弱体化した。これによって東三河の国衆は次々に今川氏への恭順を示し、三河への今川氏の影響力拡大をうけた織田氏も西から圧迫を開始した。こうして安城松平氏は全三河の大名から西三河の小大名に転落したのだった。

## 安祥城

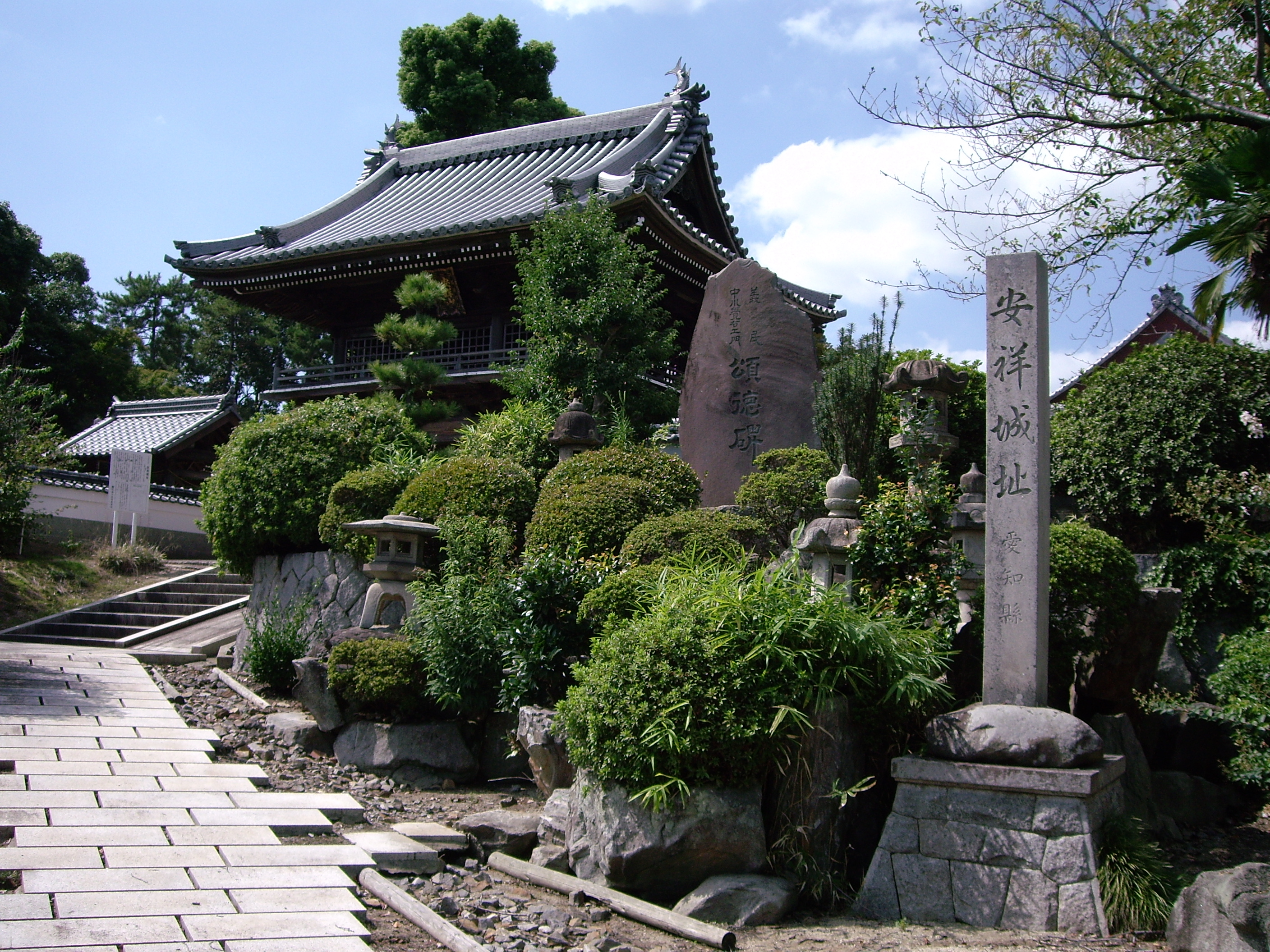
安祥城址

安城城は、西三河を流れる矢作川西岸の碧海台地東部にある舌状台地の先端に位置する平山城である。碧海台地周辺（特に南部）は安城ヶ原と言われ、明治時代以前は雑木林が生い茂り、湿地や沼などが点在する荒地だった。安城城の付近も例に漏れず、城は周囲を雑木林と湿地に囲まれていたため森城（もりじょう）とも呼ばれた。
その地勢により、安城城は小城といえど守りやすく攻め難い城であり、三河国岩津城（岡崎市岩津町）主松平信光が文明3年（1471年）に計略をもってこの城を落とすと、大永4年（1524年）に清康が本拠を岡崎城に移すまでの4代50余年に渡り、その拠点となっていた。このため碧海郡（水野氏の勢力下にあった刈谷周辺や江戸時代以前は幡豆郡であった大浜を除く）に点在する諸城を統率する機能を持つと共に、本城となった岡崎城防衛の前進基地にもなっており、安城松平氏にとって失ってはならない城だった（事実、安城城の失陥後に小豆坂の戦いが発生している）。また織田氏にとっては尾張国に今川の力が及ばぬよう今川氏の三河領有を阻止する足がかりとなり、そして今川氏にとっては、三河を我が物とするため、織田氏に保持され続けることは容認できなかった。そのため、広忠の死後この戦いに本格介入することになる。
近年、松平清康が岡崎城を本拠とした後、叔父の松平信定が安城城に入ったとする説も出されている（信定の桜井松平家成立が享禄年間以降に下る可能性が高くなったため）。その説が正しい場合、森山崩れを挟んで安祥・桜井両松平家の間で安城城がどう扱われ来たのかが課題となる。

## 第一次 安城合戦

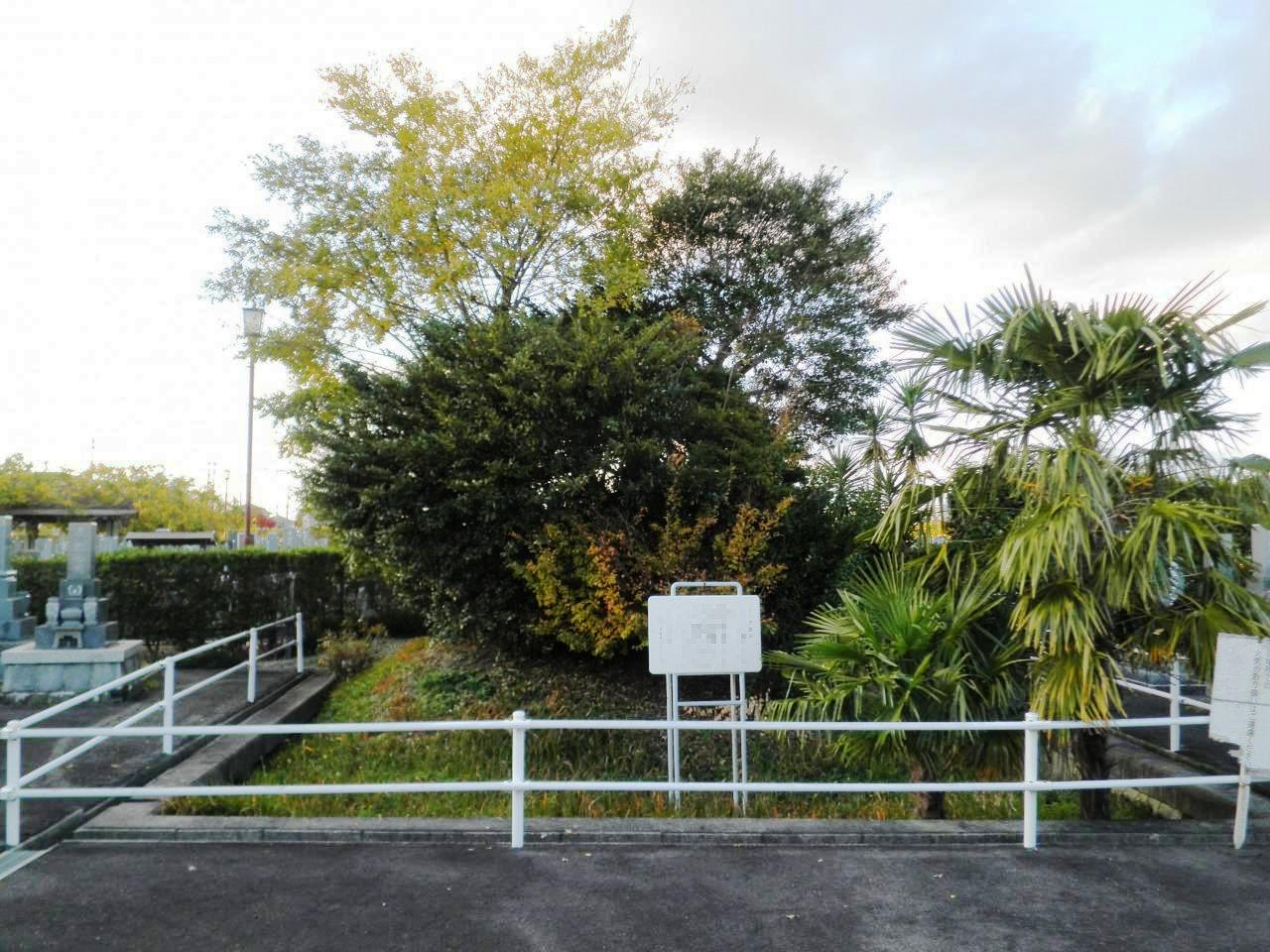
松平方の松平康忠が戦死した地に築かれたと伝わる東条塚

天文9年（1540年）2月、松平広忠は先手を打って尾張国鳴海城攻めるが敗北し、以後広忠は安城城の守りを固めるため城代として松平長家（清康の大叔父）を置き、その他一門衆5名と1000弱の兵を配備する。
同年6月尾張古渡城主織田信秀が刈谷城の水野忠政を伴って3000の兵（内容は織田氏の騎馬隊2000に水野氏の歩兵1000）を率いて安城城を攻撃する。織田勢は主力の騎馬隊2000を城の北方（現在の安城市上条町西部）の高台の林に置き、南方（同市の古井町西部）に水野氏の別働隊を置いた。松平勢は歩兵主体であったうえ自軍の三倍もの兵力を相手にせねばならず、劣勢は免れなかった。6月6日、松平勢は北と南に軍勢を分け織田・水野勢に斬り込みを掛けた。松平勢は善戦し、一度は織田・水野勢を後退させるも劣勢を挽回するまでには至らず、長家をはじめ、松平信康（広忠弟）、松平康忠（松平張忠嫡子）など松平勢の主だった武士50余人が討死し、両軍合わせて1000以上の死者が出た。いかに激戦だったかを物語っている。現在もその時に築かれた塚（東条塚、千人塚）が残っている。

### 安城城の落城時期
安城城落城の時期については諸説ある。以下に述べると、上記した天文9年の第一次安城合戦で落城したとする説がある。次に、天文9年の合戦は長家ら多くの将が討死したものの、松平利長や松平忠次らの奮戦で城は保持されて痛み分けに終わり、さらに4年後の天文13年（1544年）8月22日に松平長親が死去すると、これを知った織田方が織田敏宗を派遣して3000の兵で再度攻城するが落とせず、敏宗による攻撃の翌月に信秀が三度目の攻撃をして、ようやく落城せしめたという説がある。この説は、第一次安城合戦の翌年である天文10年（1541年）に水野氏と安城松平氏が和議を結び、水野忠政が松平広忠に於大の方を嫁がせていること、そして天文12年（1543年）に水野忠政が死去すると、家督を継いだ水野信元が織田氏との協調姿勢を示して、翌天文13年に安城松平氏との同盟を破棄したことなどの諸事象と整合性がある（なお、この同盟の成立と破棄の経緯に関しては後述のような異説もある）。しかし、その代わり天文11年（1542年）に生起したとされる第一次小豆坂の戦いとの整合性が失われてしまう。
また更に、天文13年にも安城城は落城せず、天文16年（1547年）に落城したという説もある。こちらの説では第一次小豆坂の戦いに加えて、後述する天文14年（1545年）に生起したとされる安城合戦との整合性も問われることになる。
これらの異説が発生する前提として、当時の古文書の分析や今川氏と北条氏の対立による駿河東部への兵力投入（河東一乱）などから今川氏の三河進出の開始時期を天文12年以降でないと整合性が取れない、とする見方が存在しており、その見方に基づくと天文11年の第一次小豆坂合戦は後世の創作であるという解釈に立つことによる（詳しくは松平広忠・小豆坂の戦いなどを参照のこと）。
いずれにせよ、安城城落城後、一門衆である松平清定や松平重弘、佐々木松平家の松平忠倫、重臣の酒井忠尚などが織田氏に下るなど、矢作川西岸の碧海郡は徐々に織田氏の勢力下に入ることになり、やがては矢作川東岸にも織田氏の影響がおよんで岡崎城へ肉薄することになる。

## 第二次 安城合戦
天文12年（1543年）正月、広忠の後見を務めていた松平信孝は弟の松平康孝と岩津松平家の松平親長の遺領を押領するなど、権勢を増しており主家を凌ぐ程になっていた。譜代家臣の阿部氏や本多氏は、信孝を快く思わず、広忠に信孝の排除を進言する。広忠自身は岡崎帰還の支援者である信孝の排除に積極的ではなかったが、重臣の進言には抗することができず、信孝を年賀の使いとして駿府に送ると、そのまま追放して信孝の領地を押収した。信孝は叛心のないことを広忠に訴えて許しを請い、今川義元に仲裁を依頼するが、反信孝派の家臣は和解を拒絶し、これをみた義元も仲裁を放棄した。これらの仕打ちに激怒した信孝は松平忠倫、酒井忠尚らとともに織田氏に与し、山崎城を築く（現在の安城市山崎町神明社、なお当時の呼称は大岡城だった）。なお、松平信孝の動きに信孝の仲介で広忠と婚姻同盟を結んでいた水野信元も同調したとする指摘もあり、結果的にはこれが水野氏と安祥松平氏の同盟破棄および広忠と於大の方の離縁につながったとされている。また、今川義元も広忠と信孝の仲介を放棄した後も信孝陣営との関係が続いていたとみられ、信孝や信元が織田方についたからと言って、彼らが直ちに今川方と敵対した訳では無いことに注意を要する。
信孝によって築かれた山崎城は安城城西北方向の碧海台地の端の小高い丘に位置し、岡崎城までは見渡す限り低地が続いていた。そのため見通しが利き、敵の侵入路や兵力が把握できるので、安城城の出城として重要な役割を果たしていた。また安城城は湿地ではない西北側が弱点であり、山崎城にはこれを補完する意味もあった。

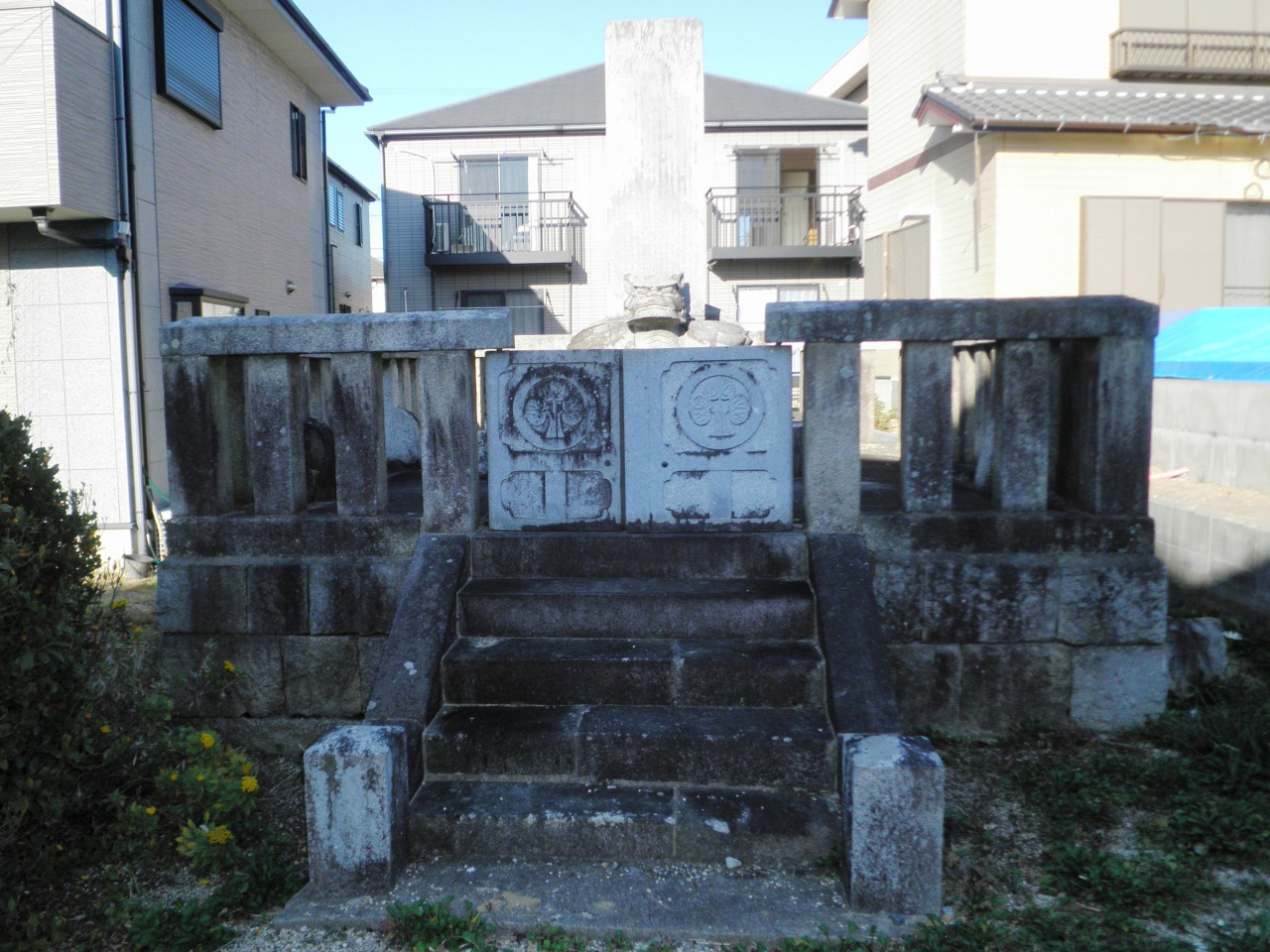
本多忠豊が戦死したとされる地に立つ忠豊墓碑

また、天文14年（1545年）には、桜井松平家の松平清定(信定の子）・家次父子が酒井忠尚および榊原長政と合力して上野城に拠り、広忠の攻撃を受けたとされる(広畔畷の戦い)。上野城は岡崎城を北西方面から望む要地であった。
天文14年（1545年）9月、広忠は美濃に侵攻した織田勢の敗報を聞くと、安城城奪還のため出陣する（兵数不明）。 松平勢は安城城に信秀が到着していないと思い込んだ上に、敗戦の後で敵の士気は低く、それに加えて地理の理解では自分達に分があるとして完全に油断していた。対する織田勢（城兵600余人、援軍兵数不明）は、当時最新兵器であった火縄銃を投入し、信秀の指揮する援軍も城に入れずに城外に巧妙に配置するなど万全の態勢で臨んだ（投入された火縄銃が少数だった事と松平勢の大多数が火縄銃そのものを知らなかったため、撹乱は成功しなかった）。
両軍は安城城近辺の清(勢井)縄手で激突した。 松平勢は織田勢に背後から攻撃されて初めて援軍の到着を知り、これを叩こうとするが、この隙を突いて城兵が打って出たために挟撃を受ける。退路を断たれることを恐れた家臣たちは、致命的打撃を受ける前に退却する様に進言するが、広忠は聞き入れず突撃を敢行する。しかし、信秀が在陣している事が松平勢中に知れ渡ったために兵は動揺し、軍勢は二つに分断され、退路を完全に断たれた。広忠は自己の安全も絶望視されるなか討死を決意するが、重臣の本多忠豊（本多忠勝の祖父）がそれを諌め、広忠の身代わりとなって敵本陣深く突撃した事で織田勢の注意を引く事に成功し、広忠や生き残った松平勢は岡崎城へと退却することができた。しかし、身代わりとなった本多忠豊はこの地で討死した。

## 第三次 安城合戦
天文15年（1546年）、広忠は上野城の松平清定らを降伏させた。清定は桜井にて蟄居となり、酒井忠尚とは義元の仲裁で和解したが、このころ安城松平家の地位は完全に凋落しており、今川氏への依存はますます強くなっていった。翌天文16年（1547年）、広忠は岡崎城を守り織田氏の勢力を西へ押し戻すため今川氏に援助を求めた。当時、松平信孝が、乙川の南岸の額田郡岡ならびに北岸の同郡大平に砦を築いたことで、岡崎城は東方を扼されて、今川領である宝飯郡方面との連絡が困難な状況にあり、更に佐々木城主の松平忠倫が上和田（碧海郡矢作川東岸の村）と矢作川西岸の同郡筒張に砦を築いて、岡崎城を南と西からおびやかすなど、安城松平家の窮状は極まっていたのだった。独力では西三河の小大名であり続けることも困難な情勢に直面して、助けを乞う広忠に対し、今川義元は、その見返りに広忠の嫡男竹千代（後の徳川家康）を人質として差し出すことを要求した。広忠にとって義元は、岡崎城復帰の際など、たびたびの後ろ盾となってくれた恩人であったうえ、今川の助力なくして安城松平家の劣勢は覆うべくもなく、広忠は義元の要求を承諾し竹千代を駿府に送った。
しかし、竹千代は途中で田原城主戸田康光に拉致されて織田氏に売られ、反対に織田氏の人質となってしまう（これに激怒した義元は、吉田城番の天野景貫らに命じて田原城を攻め、康光ら戸田氏宗家は滅ぼされた）、信秀は竹千代を利用して広忠に今川から離反して織田の傘下に入ることを要求したが、かえって広忠は今川氏に対する恭順の姿勢を明確に表し、安城松平氏は完全に今川氏の傘下に組み込まれることとなった。これをうけて今川方は、西三河攻略の拠点として利用するため山中城を取り立て、同年7月までに普請を開始した。
ただし、近年の研究において、この頃の今川義元は松平信孝を支援していたとする説があり、この説に従えば、織田信秀と今川義元は連合して松平広忠を攻め、織田信秀が松平広忠を降伏させて竹千代を人質に取り、今川義元が広忠の同盟者である戸田康光を攻め滅ぼしたと解釈されている。また、この説を採用した場合には、今川義元が三河を巡って織田信秀と対立したのも、松平広忠が今川氏の傘下に組み込まれたのも、それ以降の出来事となる。
松平広忠は同年9月に松平信孝・松平忠倫らと矢作川の河原で戦うも敗北（渡河原の戦い、渡河原は鎌倉街道における矢作川の渡渉地点だった）、この際、殿となった五井松平家の松平忠次と鳥居忠宗（鳥居元忠の兄）が討死した(尚、忠宗については居館の渡城が信孝勢の襲撃を受け、これ迎え撃とうとした際に真っ向を鉄砲で撃たれて討死したともされる）。また同時期に織田氏が加茂郡西部の梅坪城を攻め、城主の三宅氏を恭順させた。弱体化した安城松平家は、上和田砦に拠る忠倫と武力で渡り合うことが難しく、翌10月、広忠は家臣に命じてこれを謀殺した。更に広忠は翌11月に、織田氏と通じていた松平重弘が拠る本宿城の攻略に成功した。
広忠の敵対的態度に業を煮やした信秀は、翌天文17年（1548年）3月、岡崎城攻略へ向けて出陣する。竹千代の拉致以降もあくまで今川氏への恭順を示し、頑なに織田氏を拒む広忠の態度を見た義元は、安城松平家を救援するため軍を送り、6日までに額田郡藤川に進出して本陣を構えた。この動きを察知した織田勢は9日に矢作川を渡り上和田砦に入って本陣とした。両軍は19日に激突したが（第二次小豆坂の戦い）、この戦闘で織田氏は大敗、信秀は弟の織田信光を殿として上和田に残し、安城城まで敗走すると、ここを子の織田信広に任せて古渡に帰った。これをうけて今川勢も本陣のある藤川に戻った。

### 織田信秀による岡崎城攻落説
天文16年の情勢については、岡崎城が上和田・大平・岡・筒張等の諸城砦に包囲される状態に置かれたのみに留まらず、同年9月、信秀によって陥落せしめられたとする説が示されている（前述）。この関連から竹千代が織田氏の人質となった経緯についても、略取された末のものでなく、岡崎城の降伏に際して広忠みずから織田氏へ引き渡したとする見方もある。
ただし、以降の広忠の立ち位置については、同月28日の渡河原の戦いや、これと前後して起きたとみられる松平忠倫暗殺などの事象から、信秀が三河を後にした直後、広忠が再び反織田の旗幟を鮮明にしたともみなせるが、翌天文17年3月の小豆坂の戦いにおいて、岡崎衆自体の参加は認められるものの、上和田を経由して安城へ退く織田勢に対して岡崎城から何らの行動がおこされた形跡がみられないことから、広忠は同合戦での今川勢の戦勝をうけて今川方に復帰した可能性もあるとみられている。この場合、今川勢に与した岡崎衆とは織田への屈伏を潔しとせず今川方を頼った者たちであるとされる。
同年4月、山崎城の松平信孝は信秀の許しを得て、独力で岡崎城を落とすために出陣した。しかし、額田郡明大寺の耳取縄手における野戦で、矢を射掛けられ討死する（耳取縄手の戦い）。
もとより信孝の追放は広忠が積極的に行ったものでなく、反信孝派の重臣たちによって主導されたものであった。広忠としては、信孝が織田氏を頼り敵対する結果に至ったのには自らにも原因があると考えており、叔父である信孝の生け捕りを望んでいたが、意に反して信孝は討死してしまった。信孝の遺骸を見た広忠は、肉親を追放したうえ討ち取ったことの無慈悲さを家臣たちに訴え、号泣したという。信孝と忠倫が排除されたことによって、広忠は、同年中に織田方に下っていた梅坪城を攻略するなど勢力を盛り返しつつあり、分裂した一族を再結集させようとするが、翌天文18年（1549年）3月、岡崎城内にて死去する(広忠の死没に関しては、暗殺説と病死説がある。暗殺説に関しては岩松八弥を参照)。

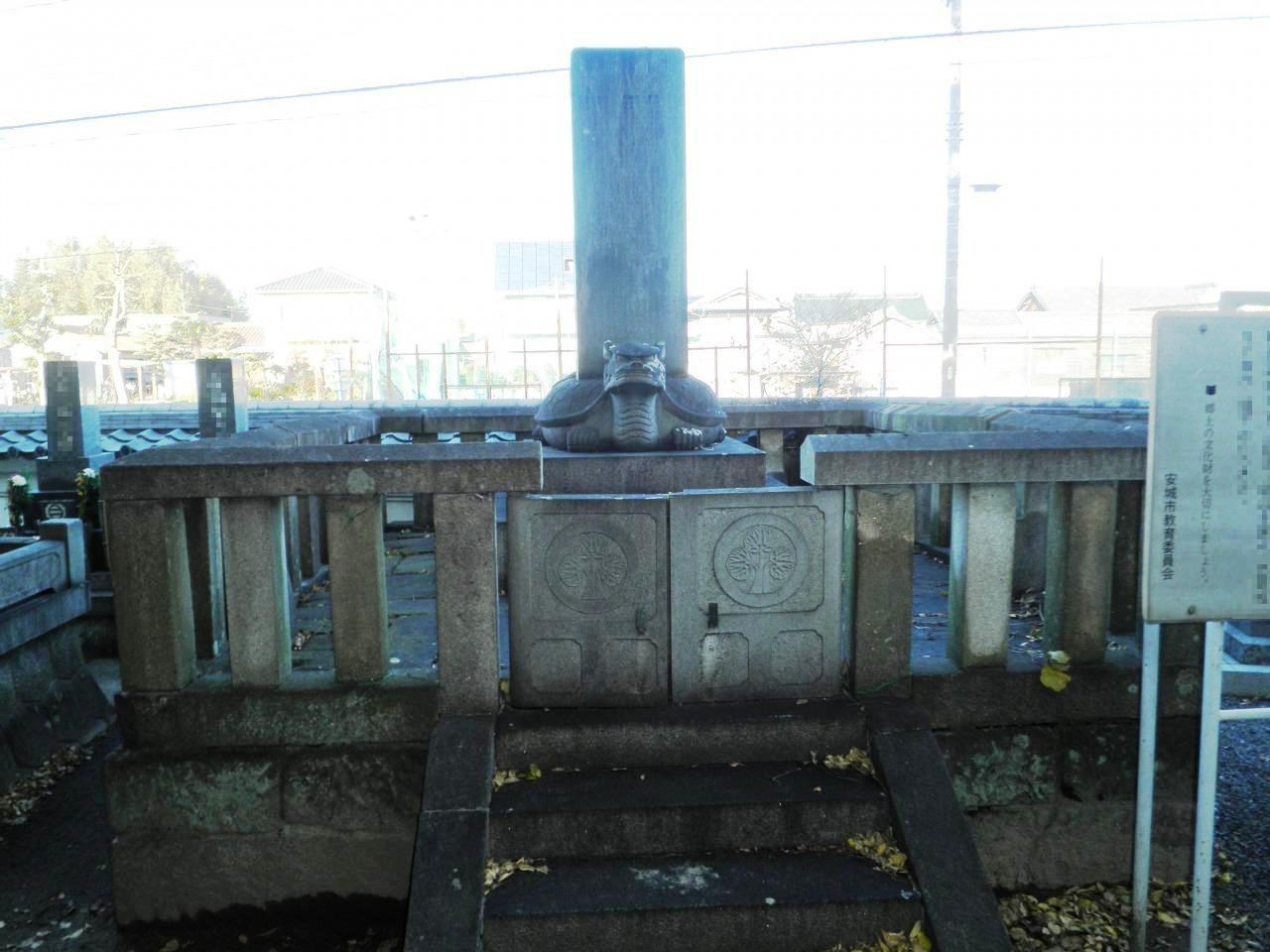
本多忠高の戦死地に立てられた忠高墓碑

この報を受けた義元の動きは素早く、無主となった岡崎城を接収し、同月中に太原雪斎を将とする1万の軍勢（松平勢を含む）を三河へ出陣させた。雪斎は先ず軍勢の一部を岡崎城に入れたうえで尾張からの援路を遮断するため、鳴海・大高方面にも軍を派遣、さらに山崎城など周辺の城砦を攻略して（松平忠倫の死後、佐々木松平家を継いだ弟の忠就は、今川方の動きをうけ愛知郡梅森など尾張国内の知行を放棄して今川氏に臣従した）、安城城（兵数不明）を孤立させた後、松平勢が先鋒となり城の北側より攻撃を仕掛けた。松平勢の奮戦によって、三の丸、二の丸を次々に落とし本丸に迫ったが、城将織田信広を捕縛しようと焦る余り、松平勢の主将本多忠高（本多忠勝の父）が深入りしすぎ討死してしまう。このため松平勢が動揺し、雪斎は攻撃継続を不可能と判断、全軍を岡崎まで撤退させた。
そして同年9月に雪斎は再度出陣する。このとき雪斎は、荒川義広の拠点であった幡豆郡荒川山（現在の西尾市八ツ面山）に布陣した（当時の矢作川の川筋は矢作古川であり、現在の流路は矢作古川の排水不良に伴い、江戸時代初期に開削されたものである。ゆえに当時、荒川山から安城城までは地続きであった）。同月下旬、今川・松平勢は手始めに織田氏と協調してその軍勢に加担していた幡豆郡東条吉良氏の西条城を攻略した（城主吉良義安は今川氏数代の敵であった尾張守護斯波氏と縁嫁を結んでおり、これを義元に咎められたが、落城後降伏し、親織田派の家臣を処断。義元に許された）。今川・松平勢は翌10月には碧海郡桜井まで進撃し、南方から安城城へ迫る今川・松平勢に対して織田方は、平手政秀を将とする援軍（兵数不明）を派遣し頑強に抵抗するものの、今川・松平勢の猛攻により11月中に安城城は陥落、城主信広は松平家臣米津常春によって生け捕りにされた。この際、今川勢は火縄銃を効果的に利用したとされる。
安城城落城後、同月中には、再び織田氏に与していた上野城が今川勢の手に落ち、翌年には刈谷城も今川方へ下るなど、碧海郡やその周辺における織田方の勢力は総崩の様相を呈し、碧海郡における拠点としては尾張国境にほど近い重原城を辛くも維持するに留まった。これにより織田信秀による三河領国化の野望は潰えた。
補足：天文18年の戦いについては、3月と11月の戦いをまとめて数える場合と、各々を別個の戦いとして数える場合がある。

## 安城合戦後の流れ
信広が捕縛されて今川氏の人質となったため、織田氏の人質となっていた竹千代と信広とが交換された。竹千代が生きて三河に戻ったことにより安城松平家は断絶を免れ、広忠の今川氏に対する忠義は報いられた。しかし、義元は竹千代を岡崎城に置くことを良しとせず、すぐに駿府へ人質として送らせた。これより義元は三河切り取りの仕上げに取り掛かり、西三河を自己の勢力圏に取り込んでいく。
まず安城城に天野景泰、井伊直盛らを城番として置き、岡崎城にも山田景隆を城代として派遣した。また水野氏とは一旦和議が成り、刈谷城を返還した。（緒川城主水野信元の弟である刈谷城主水野信近は、一旦、今川氏に服属したのち再び今川氏に反旗を翻して織田方へ寝返ったとされ、最終的に水野氏を恭順させることには失敗した。信近はこのために今川家臣岡部元信により攻め滅ぼされた）。
また、尾張と三河の国境地域に所領を有していた丹羽氏清は天文19年(1550年)までに今川氏に下っており、翌天文20年1551年には、今川方に与していた東条松平家の松平甚二郎が俄かに逆心するも、すぐさま所領を追われ東条松平家は弟の松平忠茂が継いだ。この年、信秀が死去すると家督を継いだ織田信長は、同年丹羽氏の内紛に介入して氏清と子の氏識を攻め、愛知郡横山で戦ったが、これに敗れた。更に同年、信長を見限った鳴海城主山口教継と桜中村城主山口教吉の父子が今川方に寝返った。
信長は天文21年(1552年)に教吉を攻め赤塚の戦いが発生するが、これを打ち破ることができず引き分けに終わった。その後、山口教継は大高城を攻略したうえ、沓掛城主近藤景春を調略して、これを今川方へ転じさせた。さらに知多郡西北部に位置する寺本城の城主花井氏が今川方に下り、天文23年（1554年）には、碧海郡に残されていた重原城も今川方の手に落ちた。今川氏は水野氏宗家を屈服させるために村木砦を築いて緒川城を圧迫、窮地に陥った水野信元は織田氏に救援を要請し、村木砦の戦いで信長が勝利したことにより緒川城は危機を脱した。
織田方は知多郡において水野氏の危機を救ったものの、碧海郡の要域や尾三国境地域はこのとき既に今川方の手に落ちていた。このため織田方に与していた加茂郡西部の国衆は今川方の圧迫に晒され次々と臣従しており、天文23年（1554年）には、織田氏の西三河北部における重要拠点であった西広瀬城が今川方の東広瀬城主の三宅髙貞等、三宅氏の諸将によって攻略された。
さらに義元は翌弘治元年（1555年）に、三河衆を長駆、尾張国海東郡に派遣し、西側より織田氏の勢力を脅かした。三河衆は今川方に与した同国海西郡荷ノ上の服部友貞と共に蟹江城を攻め、これを落とした（この際、大久保忠俊を始めとする戦功著しかった者達が蟹江七本槍と呼ばれる）。このような安城合戦後の一連の流れによって、以前とは逆に今川氏の勢力が尾張に入り込むことになった。
だが、順調かに見えた今川氏の三河経略も奥三河において綻びが生じる。同年9月、美濃国の岩村城主の遠山景前と明知城主の遠山景行の支援を受けて足助鈴木(鱸)氏が蜂起、これに加茂郡東広瀬城主の三宅髙貞が同調した他、大給松平家の松平親乗も今川氏に叛旗を翻した。これに対して義元は同月中に遠江衆を動員して親乗討伐に向かわせるが退けられた。
このような情勢下、翌10月には、天文18年の戦いの折りに今川方に降伏し許されていた吉良義安が俄かに反旗を翻し、織田方へ通じた。義安は天文18年に屈伏したのち今川の部将として軍役に服し、義元もこれに融和的態度を取っており、前年の天文23年には義元のはからいにより、東条吉良氏の家督に併せて西条吉良氏の家督も継ぎ、両吉良氏の合一を成していた。その他にも義安は、弘治元年3月の竹千代の元服の際には理髪役を務めていたのだった。それにもかかわらず義安は家臣より離反の進言を受け、突如として緒川の水野氏の軍勢を西条城へ引き入れたのだった。だが、吉良氏の勢力の内、荒川・幡豆・糟塚・形原の諸城はこれに同調せず、今川氏への恭順を維持した。
一方加茂郡では、翌弘治2年（1556年）正月に今川方であった滝脇松平家の松平乗遠の嫡男松平正乗が松平親乗との合戦で討死した。このころ酒井忠尚も謀反したが、こちらは同年2月中には今川方へ帰順した。しかし翌3月末、松平親乗の攻撃をうけた滝脇城が陥落し、松平乗遠とその父である松平乗清の両名が討死した。
また同じく3月には、織田信長が幡豆郡荒川城を攻めた。東条松平氏の寄騎であった松井忠次は、碧海郡野寺原にてこれを迎撃、この際の戦功により忠次は義元より感状を与えられた。また織田方は加茂郡西部へも侵攻しており、三宅氏の梅坪城を攻略して、弘治2年（1556年）に城代を置いた。さらに同年、織田家臣柴田勝家も福谷城を攻めたが、守将の酒井忠次、原田氏重らはこれをよく守り、今川方が大久保忠勝らを援軍として送ると、勝家はこれに押されて敗走した。
この他、弘治2年には設楽郡作手亀山城の奥平貞勝が織田方の調略を受けた。貞勝は菅沼氏総領家にあたる田峰城主の菅沼定継や奥平氏の支族と共に今川氏に反旗を翻し（貞勝本人に今川氏へ叛意はなかったものの息子の奥平貞能らを筆頭に家中が反今川となったためこれを抑えられなかった）、同年2月、今川方の秦梨城を攻略した。これに対し義元は討伐の軍を送り、貞勝の弟奥平貞直の拠る日近城を攻めるが奥平氏は籠城戦の末に撃退、この時、今川方の松平忠茂が討死した。一旦は今川方の軍勢を退けた貞勝であったが、奥平氏の所領は尾張から離れており縁戚の他に援軍は望めず、さらに同年4月に斎藤道三が息子の斎藤義龍によって討たれたことで（長良川の戦い）、織田家に内訌が生じる（稲生の戦い）など情勢も悪く、義元が菅沼定村（野田菅沼氏）や本多忠俊、戸田宣光ら東三河衆の諸将を奥平氏討伐に差し向けると形成は一挙に不利となった。
同年8月、奥平氏の重臣阿知波氏が守る額田郡雨山城が今川方に攻撃を受け、菅沼定村を討ち取るも、本多忠俊の手勢により城は奪われた。貞勝は亀山城に退くが奥平氏に勝ち目なく貞勝は謀叛から半年程で今川方に帰順、義元に赦免を乞うた。さらに同月下旬、同心していた菅沼定継は今川方に与した弟の菅沼定直により討たれ、蜂起は鎮定された。このような情勢を受けて同年後半には足助鈴木(鱸)氏も今川方へ下り、松平親乗も同年中に帰参して翌弘治3年には駿府へ伺候した。
また、弘治元年に今川氏に反逆した吉良義安も、弘治3年（1557年）までに今川方に降り、義元によって再び赦免された。三河国内の反今川蜂起は概ね平定され、同年4月には今川と織田の和議が三河国上野原にて執り行われた。この際、義安は義元によって三河国主として担ぎ出され、織田方の尾張守護斯波義銀らと共に参会したが、両者の席次争いによって和睦儀礼が成立しないという事態が生じた。和睦が不首尾に終わったことで義安は面目を失い、信長の庇護を求めて尾張へ出奔した。しかし、義安は信長に不満を抱いていた義銀および尾張国戸田城の石橋氏と謀って、荷之上の服部党と共に海上より今川勢を尾張国内に引き入れようとした。だがこの策略は半ばにして露見し、三者は尾張を追放された。尾張を追われた義安は義元を頼ったが、二度も敵意を示したことを重く見た義元は義安を助命こそしたものの、その身柄は駿府へ連行され、義安は幽閉の身となった。結果、弘治3年10月には西条城は今川氏に接収され城代が置かれた。義元は義安の弟である吉良義昭を東条城に入れ吉良氏は断絶を免れたが、西条領は押収され、今川の直轄領となった。
一方で三河北部では、永禄元年（1558年）に寺部城主鈴木(鱸)重教が謀叛し織田方に寝返った。これに三宅高貞が同心すると三宅一族の諸家も従った。対して義元は松平元康を将とする三河衆を討伐に派遣し（この戦いが元康にとっての初陣であった）、元康は火攻めを用いて寺部城を攻略、鈴木氏は再び今川氏に臣従した。さらに元康は中条氏の衣城を落とし、織田方に攻略されていた梅坪城を奪還すると、三宅正貞が守る伊保城を下し、三宅高貞の拠る東広瀬城も攻略した（正貞と高貞は同じ三宅氏ではあるが別流であるとされ、これ以後、正貞らは今川氏へ帰順したが、高貞は従わず、東広瀬城はのちに高貞が奪還したともされる）。この時西広瀬城も元康の攻撃を受けたとされる。元康によって加茂郡西部の大部分は再び今川氏の手に帰し、義元は元康の武功を賞して三河山中の地と太刀を与えた。また同年5月には岩村遠山氏が設楽郡名倉の岩小屋城まで出兵したが、今川方の作手奥平氏の手勢に打ち払われた。これに加えて、同年中には、松平家次の守る尾張国品野城も織田方による攻撃を受けるが、城兵の逆襲により大勝した。
安城合戦後、三河における織田方の勢力は退潮が明らかとなり、さらに尾東や知多郡においても勢力が動揺、三河南部および北部への勢力再拡大の試みも挫かれた。情勢は完全に今川方有利に傾き、織田氏は苦境に立たされた。そして、翌永禄2年（1559年）、義元は山口教継・山口教吉父子を駿府へ召し出し、これを切腹させた。これにより、山口氏の領地は接収され、鳴海・大高の両城はともに今川氏直属となった。
信長は、今川方の動きに対抗して鳴海城周辺に丹下砦・善照寺砦・中嶋砦を、さらに大高城近傍には丸根砦・鷲津砦を築き、三河方面との連絡を遮断した。このため、鳴海・大高の両城は窮地に陥り、知多郡北部において今川の勢力は封じ込まれた。今川方が、これを救援する為に発生した戦役が桶狭間の戦いであるとも言われている（鳴海城、大高城は愛知県名古屋市緑区鳴海町と大高町）。